# Adolf Schuppel

Adolf Schuppel

Adolf Schuppel (* 21. Juni 1895 in Waldshut; † 14. August 1946 im Fort Ney nördlich von Straßburg) war ein deutscher Politiker (NSDAP).

## Leben und Wirken
Der Sohn eines Wagenwärters besuchte die Volksschule und absolvierte eine Ausbildung am Lehrerseminar in Heidelberg. Ab 1914 nahm Schuppel als Kriegsfreiwilliger mit dem 3. Reserve-Grenadier-Regiment 110 am Ersten Weltkrieg teil. Dabei begegnete er erstmals dem späteren badischen Gauleiter Robert Wagner, der demselben Regiment angehörte. 1915 wurde er an der Lorettohöhe schwer verwundet. Von 1916 bis 1918 kämpfte er an der Ostfront. Nach Kriegsende gehörte er einem Freikorps an, das im Russischen Bürgerkrieg auf Seiten der Weißen Armee in der Ukraine kämpfte. Dabei geriet Schuppel in Kriegsgefangenschaft. Zum Zeitpunkt seiner Rückkehr nach Deutschland war Schuppel Leutnant der Reserve und Träger des Eisernen Kreuzes beider Klassen und des Verwundetenabzeichens. Ab 1920 war er Unterlehrer in Eutingen bei Pforzheim; 1924 wurde er als Hauptlehrer nach Schwanenbach bei Hornberg versetzt. Schuppel heiratete 1923 Sophie Schuppel, geb. Erat; die Ehe blieb kinderlos.
Schuppel trat 1922 der NSDAP bei. Ob er bereits in Eutingen eine NSDAP-Ortsgruppe gründete, ist nicht sicher bekannt. Nach dem vorübergehenden Verbot der Partei nach dem Hitlerputsch trat er der Partei 1928 erneut bei und wurde im selben Jahr Kreisleiter für Wolfach und Villingen. Ein Bericht des Badischen Landespolizeiamtes bezeichnet Schuppel als „alten Vorkämpfer der Bewegung im Gutachtal und hinteren Kinzigtal“. Ein Disziplinarverfahren wegen seiner politischen Betätigung hatte 1930 für Schuppel eine Geldstrafe von 100 RM und einen Verweis zur Folge.
Nach der Machtübertragung an die Nationalsozialisten wurde Schuppel die Geldstrafe vollständig zurückerstattet. 1933 wurde er zum Rektor der Volks- und Bürgerschule Hornberg befördert; 1934 avancierte er zum Kreisoberschulrat für Villingen. 1933 war Schuppel Abgeordneter im Badischen Landtag. Von April 1938 bis zum Ende der NS-Herrschaft im Frühjahr 1945 saß Schuppel, der auch Träger des Goldenen Reichsehrenzeichens und des Silbernen Gauehrenzeichens des Gaues Baden war, als Abgeordneter für den Wahlkreis 32 (Baden) im nationalsozialistischen Reichstag. In der Partei amtierte er seit 1933 als Gauinspektor. 
1935 ließ sich Schuppel vorzeitig pensionieren und war fortan als hauptamtlicher Parteifunktionär tätig. Er übernahm das Gaupersonalamt, das sich unter seiner Leitung „zur personalpolitischen Schaltstation der NS-Herrschaft in Baden“ entwickelte. Schuppel wird zu einer „Gauclique“ um Gauleiter Wagner gerechnet; seit seiner Ernennung zum Gaustabsleiter 1942 war er faktisch der zweitwichtigste Funktionär in Baden. Die NSDAP-Parteikanzlei zählte Schuppel 1942 zu den Funktionären, die für höchste Aufgaben in Partei und Staat in Frage kommen. Seit der deutschen Besetzung Frankreichs 1940 war Schuppel auch Leiter des Personalamts beim Chef der Zivilverwaltung in Straßburg.
Bei Kriegsende geriet Schuppel in alliierte Gefangenschaft. Vom 23. April bis zum 3. Mai 1946 wurde von einem französischen Kriegsgericht in Straßburg gegen Schuppel, Wagner und weitere NS-Funktionäre als den Verantwortlichen für die völkerrechtswidrige Heranziehung von Elsässern zum Militärdienst in der deutschen Armee verhandelt. Schuppel und Wagner wurden zum Tode durch Erschießen verurteilt und im August 1946 hingerichtet.